# Franco Alto
Franco Alto es un caserío peruano ubicado en el distrito de Morropón, perteneciente a la provincia homónima del departamento de Piura, al norte del Perú. 

## Ubicación
Franco Alto se ubica al noroeste de la provincia de Morropón, en el distrito homónimo, en el departamento de Piura.

## Demografía
En 2017 Franco Alto tenía una población de 198 habitantes.
| Gráfica de evolución demográfica de Franco Alto entre 1993 y 2017  |
|                                                                    |
| Fuentes: Población 1993 (incluye Franco Bajo y Franco Alto) y 2017 |